# ジャウドゥ
ジャウドゥ(モンゴル語: J̌au'du,中国語: 爪都,? - ?)とは、チンギス・カンの庶弟ベルグテイの孫で、モンゴル帝国の皇族。『元史』などの漢文史料では爪都、ペルシア語史料ではجاوتو/Jāūtūと記される。帝位継承戦争ではオッチギン家のタガチャル、カサル家のイェスンゲらとともにクビライを支持し、クビライのカーン即位に貢献した。ジャウトゥとも表記される。

## 概要
ジャウドゥの出自については諸説あり、『元史』はベルグテイの息子イェス・ブカの息子とするが、『集史』はベルグテイの息子とする。『集史』によるとジャウドゥは100人の妃と100人の子供を持っていたことから、モンゴル語で「百」を意味するジャウン(ja'un)に由来する「ジャウドゥ」の名で呼ばれたという。
第四代カーンのモンケが南宋親征を計画すると、ジャウドゥはベルグテイ家を代表してモゲ・アスタイらの諸王とともにモンケ自ら率いる右翼軍に参加した。ジャウドゥが同じチンギス・カン諸弟の後裔(カサル家・カチウン家・オッチギン家)が属する左翼軍ではなく右翼軍に所属したのは、ベルグテイ家が他の三王家に比べて分封された領土・牧民が少なく独立したウルスの長というよりはカーンに直属する千人隊長の扱いに近かったためと推測されている。
モンケ・カーンが親征の途上で病死すると弟のクビライとアリク・ブケとの間で帝位継承戦争が勃発し、モンゴル帝国の諸王はどちらの派閥に与するか選ばなければならなくなった。モンケ死後のジャウドゥの動向は不明であるものの、後にクビライ派に合流し、中統元年(1260年)に開催された「開平クリルタイ」に出席しクビライ即位に貢献したことは『元史』・『集史』が一致して記録している。
「開平クリルタイ」に出席してクビライの即位に貢献したこと、アリク・ブケとの帝位継承戦争で活躍した功績から中統3年(1262年)には「広寧王」に封ぜられ、翌中統4年(1263年)には牛馬・銀を賜った。これ以後、ベルグテイ王家の当主は広寧王と称するようになり、1説には約200年後に活躍したベルグテイの後裔、オンリュートのモーリハイ王が称した「黄令王」という王号は「広寧王」が訛ったものとされる。
至元13年(1276年)、クビライより北平王に封ぜられたノムガンはモンゴリアの諸王の軍隊を招集し、クビライと敵対するカイドゥの領土に攻め込んだものの、ノムガンに従う諸王の一部がモンケの息子シリギを首班として叛乱を起こし、ノムガンを捕縛してしまった。バヤンらの活躍によってシリギの乱は鎮圧され、ジャウドゥもまたクビライにこ降伏したが、オッチギン家のタガチャルは「ジャウドゥは死刑に処すべきである」と上奏した。しかしクビライはこれまでのジャウドゥの功績を考慮し、死刑は免じ降格とされた、

## ベルグテイ王家
- ベルグテイ（Belgütei,別里古台／Bīlgūtāī nūyānبیلگوتای نویان）
  - イェス・ブカ大王（Yesü buqa,也速不花大王／Īsū būqāیسوبوقا）
    - 広寧王ジャウドゥ（J̌au'du,広寧王爪都／Jāūtūجاوتو）
      - テムル大王（Temür,帖木児大王）
        - トク・テムル大王（Toq temür,脱鉄木児大王）

      - ナヤ大王（Naya,乃顔大王）

  - クウン・ブカ大王（Ku'un buqa,口温不花大王／Kumun būqāکمن بوقا）
    - メルギデイ大王（Mergidei,滅里吉歹大王）
    - オンギラダイ大王（Onggiradai,甕吉剌歹大王）
      - 広寧王チェリク・テムル（Čerik temür,広寧王徹里帖木児）
        - 広寧王アルクンチャ（Alqunča,広寧王按渾察）

  - カルトゥク大王（Qaltuqu,罕禿忽大王）
    - コルギ大王（Qorgi,霍歴極大王）